# Didogobius splechtnai
Didogobius splechtnai es una especie de peces de la familia de los Gobiidae en el orden de los Perciformes.

## Morfología
Los machos pueden llegar a alcanzar los 2,3 cm de longitud total y las  hembras 2.81.

## Hábitat
Es un pez de mar y demersal que vive entre 7-11 m de profundidad.

## Geográfica
Se encuentra en el Mar Mediterráneo:  España e Italia. 

## Observaciones
Es inofensivo para los humanos. 